# Pelikanol

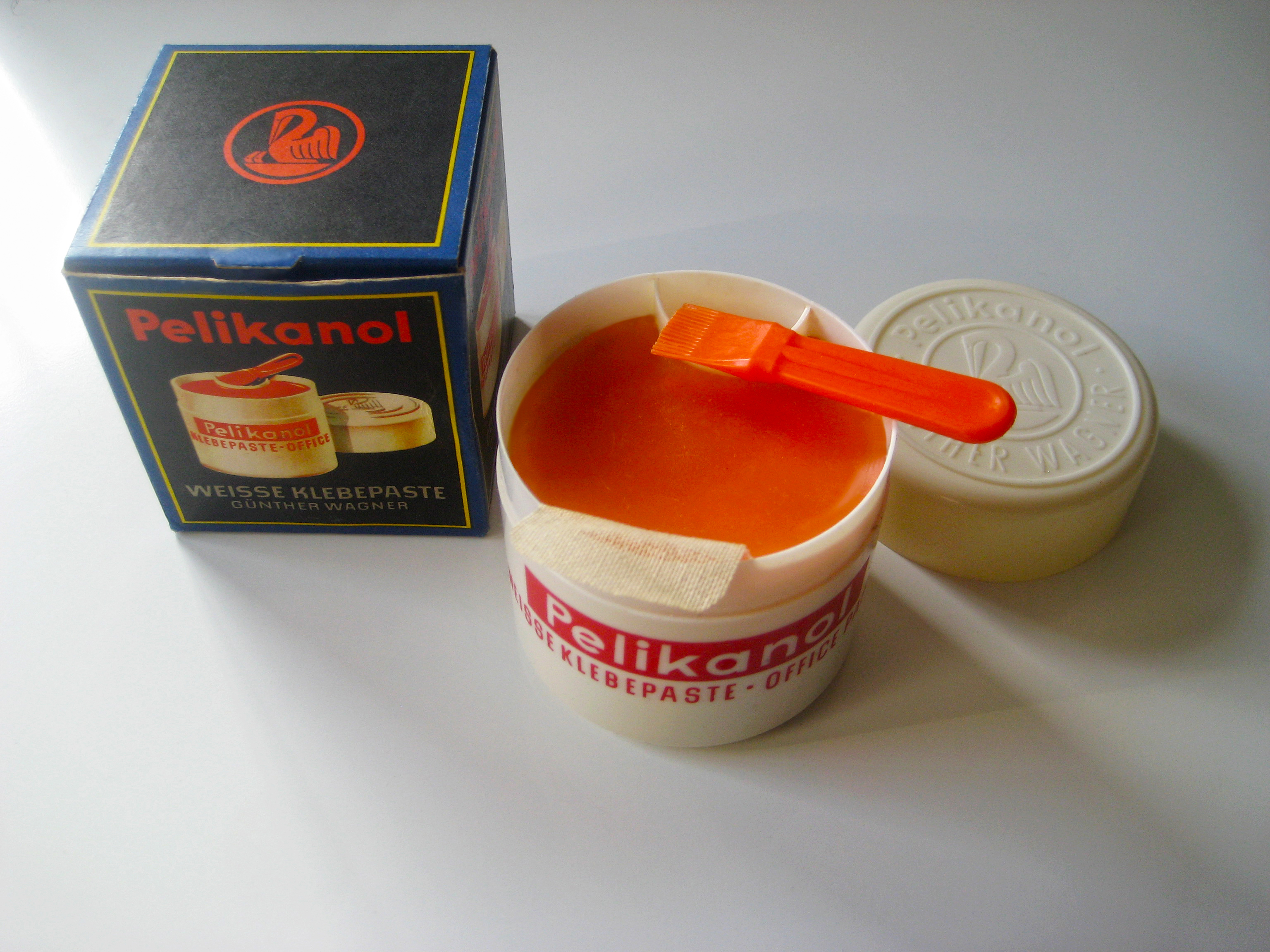
Pelikanol aus den 1960er Jahren in einer Kunststoffdose mit einem Kunststoffpinsel zum Verstreichen. Der Klebstoff wurde mit einer Wachsschicht vor dem Austrocknen geschützt, die mit einer Stofflasche herausgenommen werden konnte.

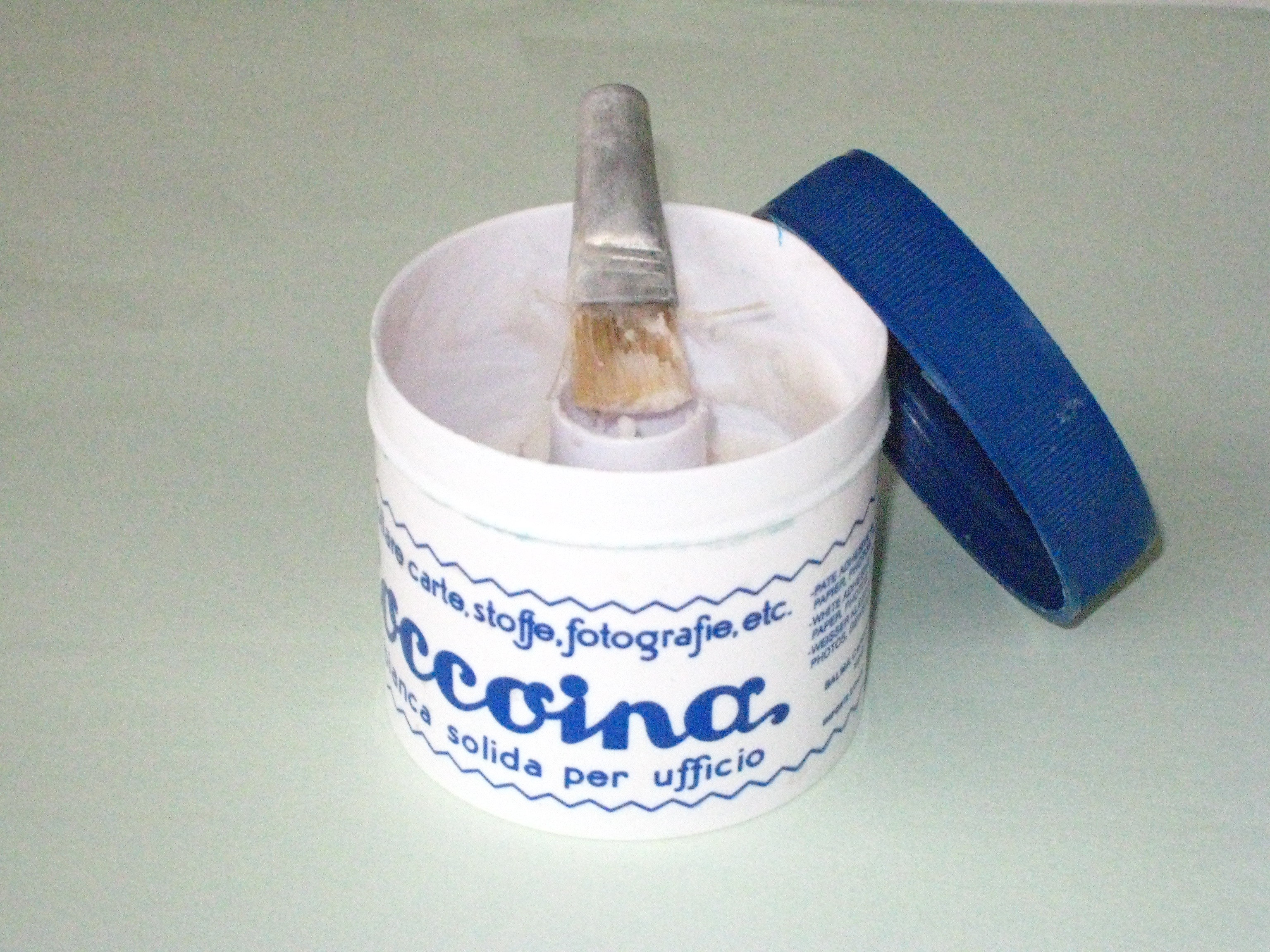
Coccoina

Pelikanol war ein erstmals im Jahr 1904 von der heutigen Pelikan AG vertriebener und zur Marke angemeldeter Klebstoff aus Kartoffelstärke  zum Kleben von Papier. Die weiße Paste wurde mit einem Pinsel, später mit einem kleinen Kunststoffspachtel aufgetragen (der in einem kleinen Seitenfach in der runden Dose im Wasser stand) und ist in der chemischen Zusammensetzung am ehesten mit dem Pritt-Klebestift der neueren Generation, ebenfalls aus Stärke hergestellt, zu vergleichen.
Nach Angaben der Pelikan AG führten rückläufige Absatzzahlen und neue gesetzliche Bestimmungen, die den typischen Marzipanduft nicht mehr erlaubten, in den 1990er Jahren zur Einstellung des Produkts.
Ein vergleichbarer, wenn nicht gleichartiger, Papierkleber wird seit 1927 bis heute unter dem Namen „Coccoina“ aus Italien importiert. Er wird in der klassischen Blechdose vertrieben, die in ähnlicher Form bis Mitte des 20. Jahrhunderts auch von Pelikan verwendet wurde. Auch dieser Kleber hat den typischen Bittermandel-Duft.

## Kulturelle Rezeption
- Der Volkssänger Karl Valentin erklärt in seinem Dialog „Im Zoologischen Garten“ seiner Partnerin auf deren Frage, was das für „kleine weisse Dreckhäuferln“ seien, die da im Käfig der Pelikane herumliegen: „Das ist der Abfall von die Pelikane, das Pelikanol, der wird dann in Tuben abgefüllt und kostet 30 Pfennig!“[2]

- In der Fernsehserie Ein Herz und eine Seele, in Folge 3 „Besuch aus der Ostzone“, klebt Alfred Tetzlaff, wie offensichtlich aus dem Dialog hervorgeht, unter Wasserdampf geöffnete Briefe mit Pelikanol wieder zu.

- Pelikanol ist auch der Titel eines Songs der Band Einstürzende Neubauten.

## Referenzen
1. ↑  Auskunft zur Marke PELIKANOL im Register des Deutschen Patent- und Markenamtes (DPMA)
2. ↑  Karl Valentin: Monologe und Dialoge, Bd. 1 von Gesammelte Werke, Jubiläumsausgabe, München, Piper-Verlag 1981, ISBN 3-492-02720-2, Seite 130